# Diemerswil
Diemerswil är en ort och kommun i distriktet Bern-Mittelland i kantonen Bern, Schweiz. Kommunen har 204 invånare (2021).